# Casc de futbol americà

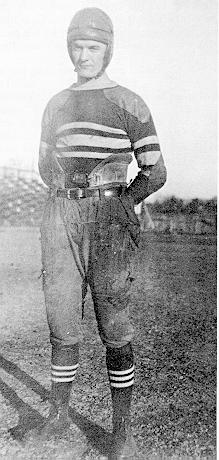
Un exemple dels primers cascs utilitzats.

Un casc de futbol americà és un element de protecció usat principalment en el futbol americà i el futbol canadenc. La versió moderna del casc, en plàstic, fou creada per Paul Brown, i la versió i idea original del casc sol ser atorgada a James Naismith.